# Джебель-Айса
Джебель-Айса або гора Ісса ((араб. جبل عيسى)) — гора висотою 2236 м у західному Алжирі. Є четвертою за висотою горою Алжиру. Джебель-Айса є частиною хребта Ксур в Сахарському Атласі. Знаходиться на території вілаєту Наама.
В 2003 році у підніжжя був утворений національний парк Джебель-Айса.